# 봉화 녹동리사와 직방당
봉화 녹동리사와 직방당(奉化 鹿洞里社와 直方塘)은 대한민국 경상북도 봉화군 봉화읍에 있는 건축물이다. 2020년 2월 17일 경상북도의 기념물 제178호로 지정되었다.

## 개요
봉화 녹동리사는 괴담(槐潭) 배상열(裵相說, 1759~1789)의 학덕(學德)을 추모하고 기리기 위해 그의 손자인 배약주(裵約周, 1817~1882)와 지역 인근 사림들의 도움으로 1831년에 건립되었지만, 흥선대원군의 서원훼철령으로 훼철된 후 사당에 있던 괴담 배상열의 신주를 강당으로 옮겨 녹동리사로 명칭을 바꾸고 춘추 향사를 지내고 있습니다. 봉화 녹동리사에 대한 명확한 건립시기는 종도리 묵서를 통해 확인할 수 있다.
봉화 녹동리사는 서원의 건립에서 훼철되는 과정들이 기록되어 있는 문헌 자료들이 남아 있으며, 괴담 배상열이 남긴 저서는 유네스코 세계기록유산에 등재된 『괴담유고(槐潭遺稿)』 등 188판의 책판이 결본 없이 완벽하게 전해오며, 그 외에도 『도학육도(道學六圖)』, 『사서의의(四書疑義)』, 『성리찬요(性理纂要)』, 『사서찬요(四書纂要)』, 『계몽도해(啓蒙圖解)』, 『심경품목(心經稟目)』, 『역대초기(歷代抄記)』 등의 많은 저술을 남겼으며, 유산 및 유물로는 선기옥형(璿璣玉衡)과 일구(日晷)가 있으며 이밖에도 다양한 업적을 남겼습니다. 이는 상수학 연구의 발달 수준을 엿볼 수 있는 귀중한 자료이기도 하며, 역사적 기록이 뚜렷한 인물로 평가받고 있다.
봉화 녹동리사의 입지는 배산임수(背山臨水)의 배치를 갖추고 있으며, 지형은 전저후고(前低後高) 지형의 경사면에 세웠으며, 녹동리사에 남아있는 현판과 증언(배기면씨)을 통해 훼철되기 전 배치형태를 추정할 수 있었습니다. 봉화 녹동리사는 훼철되기 전에 사당이 서원 영역 가장 뒤쪽, 강당이 중간에 그리고 동재(東齋) 또는 서재(西齋)로 구성되어 있으며, 이는 전학후묘(前學後廟)의 배치형태로 추정되고 있다.
봉화 녹동리사는 정면 4칸, 측면 2칸이며, 중앙에 대청을 두고 양쪽 측면에 온돌방이 있는 중당협실형의 평면형태를 가지며, 정면과 배면이 다르게 나타나는데 이는 정면을 부각시키기 위함이다. 서원 철폐 후 현재의 모습으로 몇 차례의 수리과정은 있었지만, 서원이 건립된 당시 위치가 변함이 없고, 건물이 가지고 있는 강학적 기능 및 제향공간이 그대로 유지되어 있어 건축적 가치가 있다.

## 지정 사유
봉화 녹동리사는 조선후기의 학자 괴담 배상렬의 학덕을 기리고, 그의 신주를 봉향하는 한편 후학들에 대한 강학공간으로 1852년 건축된 원사 건축물이다. 여기에 배향된 괴담은 일반적인 조선후기의 학자들과는 달리 성리학자이면서 자연과 학자라는 이중의 면모를 가졌다는 점에서 그 역사상 위상이 독특한 존재로 평가된다. 괴담 배상렬이 천문학에 출중하여 일영대라는 해시계를 두고 밤마다 천체를 관측하였다는 직방당의 존재는 다른 강학공간에서는 찾아보기 힘든 공간이라고 판단되기에 기념물로 지정한다.

## 참고 문헌
- 봉화 녹동리사와 직방당 - 국가유산청 국가유산포털